# タチハイゴケ
タチハイゴケ(Pleurozium schreberi)は、緩い成長パターンを持つコケである。属名の一部であるpleuroはラテン語で「肋骨」を意味し、茎から植物体の各部分が分岐する様子を表していると思われる。英語ではred-stemmed feathermoss、Schreber's big red stem mossという。
カナダ、スカンジナビア半島、北ロシアの北方樹林の林床で見られる。例えば、ある程度の密度の林冠を持ち、林床をイワダレゴケやダチョウゴケが覆うクロトウヒ/ハイゴケの極相林で見られる。

## ギャラリー

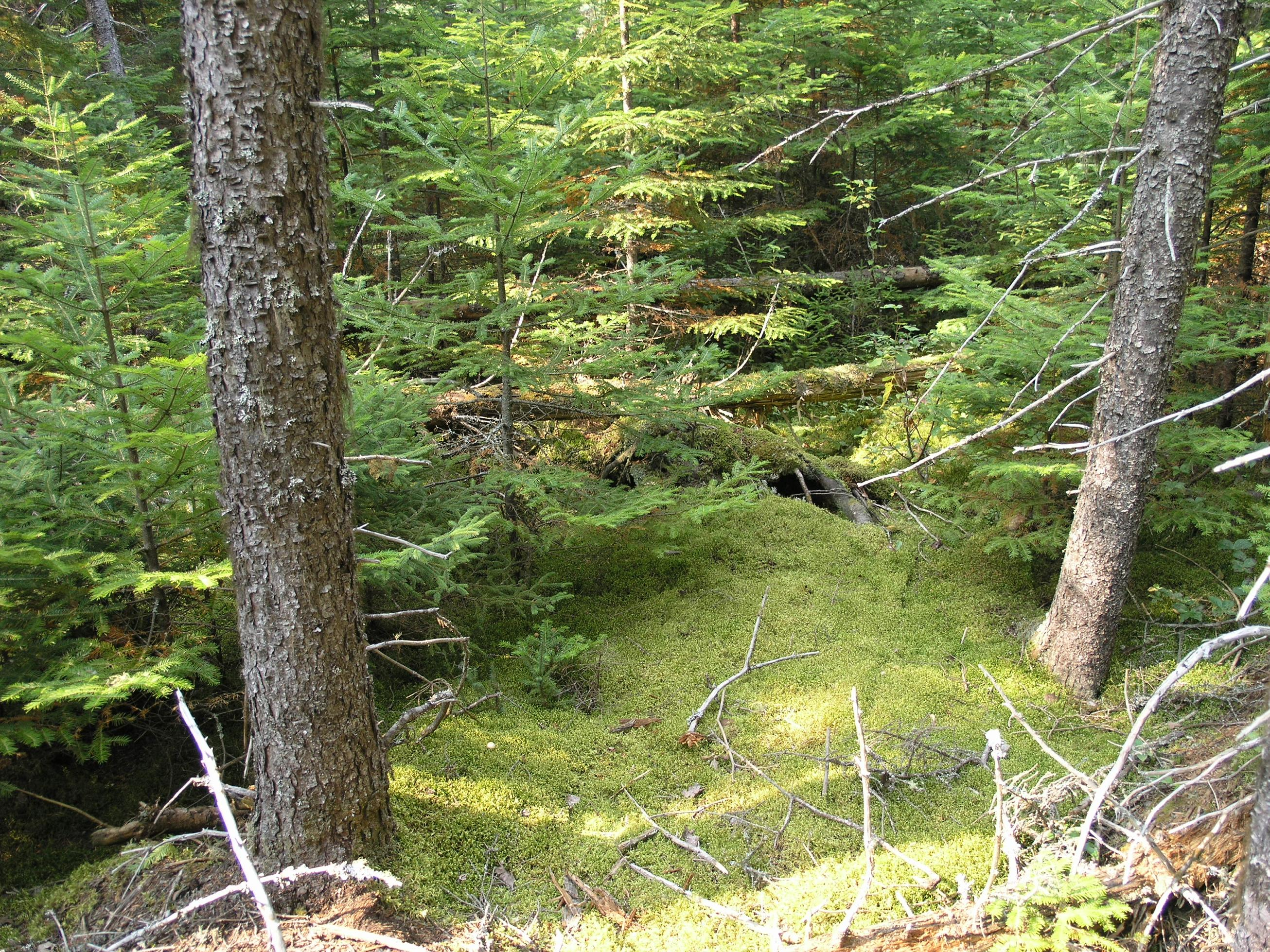
カナダ・ニューブランズウィック州のクロトウヒとバルサムモミの林の林床に広がるタチハイゴケ